# Règle des signes (thermodynamique)
Pour les articles homonymes, voir Règle des signes.
La règle des signes en thermodynamique est une règle selon laquelle tout ce qui entre dans le système thermodynamique, travail {\displaystyle W} et chaleur {\displaystyle Q}, est compté positivement et tout ce qui en sort est compté négativement. C'est en quelque sorte comme pour les comptes bancaires : on se place du point de vue de la banque. Cette règle des signes est celle qui est approuvée par l'IUPAC (Union internationale de chimie pure et appliquée).
Remarque : La plupart des manuels américains (et italiens) de physique et ingénierie inversent le signe du travail {\displaystyle W} (par rapport à la norme IUPAC), mais non celui de la chaleur {\displaystyle Q}. En appliquant cette convention, le premier principe est écrit {\displaystyle \Delta U=Q-W} ; cette expression découle des origines historiques de la thermodynamique comme étude des machines thermiques qui reçoivent de la chaleur et fournissent du travail. Cette convention se retrouve par exemple aussi sur le site Wikipedia du premier principe de la thermodynamique en anglais (en). Néanmoins, de nombreux manuels américains de chimie-physique suivent la norme IUPAC et écrivent {\displaystyle \Delta U=W+Q}.

## Exemple: Signe de l'enthalpie de réaction
Dans le cas d'une réaction chimique se déroulant à pression et température constantes, la chaleur produite par la réaction {\displaystyle Q_{P}} est calculée avec l'enthalpie de réaction {\displaystyle \Delta _{r}H} et l'avancement de réaction {\displaystyle \xi } selon :
{\displaystyle Q_{P}=\Delta _{r}H.\xi }
Puisque la réaction progresse {\displaystyle \xi >0}, en conséquence la chaleur produite par la réaction et l'enthalpie de réaction sont de même signe.
Du point de vue du système réactionnel, la variation d'enthalpie s'écrit, selon le premier principe de la thermodynamique :
{\displaystyle H_{f}-H_{i}=Q_{P}}
avec {\displaystyle H_{f}} enthalpie finale du mélange, et {\displaystyle H_{i}} enthalpie initiale du mélange.
Dans le cas d'une réaction exothermique le système réactionnel perd de l'énergie, aussi {\displaystyle H_{f}<H_{i}}, soit {\displaystyle Q_{P}<0} et par conséquent {\displaystyle \Delta _{r}H<0}. La règle des signes implique donc que la chaleur de réaction d'une réaction exothermique est négative.
Ceci peut paraître contre-intuitif, mais s'explique parce que pour le calcul on se place du point de vue du système réactionnel (la « banque »). Dans la réalité, un observateur (le « client de la banque ») se situe dans le système extérieur qui reçoit la chaleur {\displaystyle -Q_{P}>0}.
À contrario, la chaleur de réaction d'une réaction endothermique est positive : le système réactionnel reçoit de l'énergie, {\displaystyle H_{f}>H_{i}}, soit {\displaystyle Q_{P}>0} et par conséquent {\displaystyle \Delta _{r}H>0} ; le système extérieur perd l'énergie {\displaystyle -Q_{P}<0}.